# Carrot Top (Komiker)

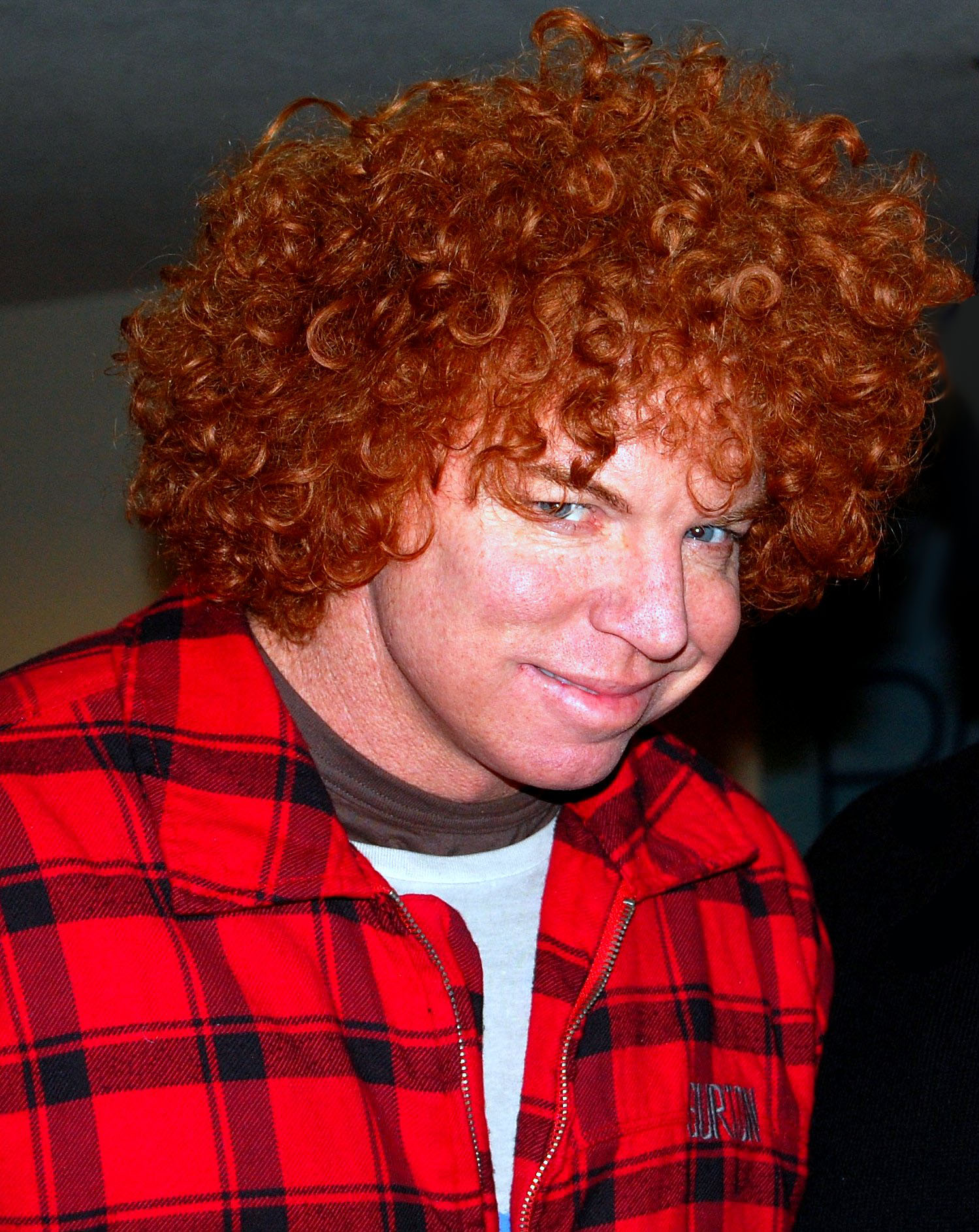
Carrot Top (2009)

Scott Thompson (* 25. Februar 1965 in Rockledge, Florida), bekannt unter seinem Künstlernamen Carrot Top (engl. Karotten-Kopf) ist ein US-amerikanischer Komiker. Er ist für seine roten Haare und seinen selbstironischen Humor bekannt.

## Kindheit und Jugend
Thompson lebte einen Teil seiner Jugend in Cocoa, Florida. 1983 machte er einen Highschool-Abschluss an der Cocoa High School und schrieb sich ein Jahr später an der Florida Atlantic University in Boca Raton ein. Seit Studiumbeginn trat er zusammen mit Josh Abelson bei Stand-up-Comedy-Shows auf.

## Karriere
Carrot Top trat in verschiedenen TV-Sendungen auf: Larry the Cable Guy, Gene Simmons Family Jewels, Space Ghost Coast To Coast, Criss Angel Mindfreak, Scrubs – Die Anfänger (2001), George Lopez (Serie) und Tugger: The Jeep 4x4 Who Wanted to Fly (2005). Er war Synchronsprecher für 1-800-CALL-ATT-Werbespots. Seine Filmrollen umfassen den Film Chairman of the Board, 2002 sprach er einen Kommentar für den Film Die Regeln des Spiels von Roger Avary. In der Serie Reno 911! trat Carrot Top 2009 in der Episode „Weigel's Pregnant“ als er selbst auf, in der er übertrieben wütend sein Hotelzimmer verwüstet, Widerstand gegen die Festnahme leistet und ein Polizeiauto stiehlt. In der NBC-Sendung Last Comic Standing, bei der die Teilnehmer im Einrichtungsgeschäft Bed, Bath & Beyond Sketche mit gekauften Waren machen mussten und nur eine Stunde Vorbereitungszeit hatten, war er Juror.
Von 1995 bis 1999 war Carrot Top Programmsprecher beim Cartoon Network, bei dem er auch zwei Jahre (1994–1996) in der morgendlichen Show Carrot Top's AM Mayhem auftrat.

### Parodien
Carrot Top wurde des Öfteren parodiert, z. B. in Mr. Show (in der David Cross als „Blueberry Head“ auftritt), King of the Hill („Celery Head“), Family Guy („Carrot Scalp“; er hatte auch einen Gastauftritt als er selbst in der Folge Petergeist), South Park („Carrot Ass“), MADtv („Broccoli Top“) und Zack & Cody an Bord („Parsnip Top“) und Paradise PD („Was in Vulvatemala geschieht“).

### Shows und Auftritte
Seit dem Jahr 2008 tritt Carrot Top regelmäßig mit seiner eigenen Comedy-Show im Luxor Hotel in Las Vegas auf und hat anderweitige Solo-Auftritte, wenn er keine Showtermine hat. Das Hotel bewirbt ihn mit „Comedian of the Year“. Sein Programm besteht aus zahlreichen Szenen, in denen er in Kisten auf der Bühne verstaute Requisiten verwendet. Dabei zieht er in der Regel einen Scherzartikel hervor, macht einen kurzen Witz und schmeißt ihn wieder weg. Viele der Requisiten sind speziell dafür konstruierte Objekte, z. B. ein Mini-Standuhr-Umhänger, mit dem er Scherze über das Alter von Flavor Flav macht.

### Fernsehauftritte
Am 16. Januar 2010 war Carrot Top in der Gameshow Don't Forget The Lyrics!, wo er den Illusionisten Penn & Teller bei dem Versuch den Eine-Million-US$-Hauptpreis zu gewinnen assistierte. Er war auch ein Beteiligter bei der Sendung Comedy Central Roast of Flavor Flav und Gene Simmons Roast. Er trat in einer Folge der zweiten Staffel Mind Freak auf und ist seitdem regelmäßig in Gastauftritten zu sehen. In einer Folge der Reality-Serie The Bad Girls Club ist er beteiligt. In der Folge vom 6. Januar 2011 der Serie CSI: Crime Scene Investigation mit dem Titel „Verschwendeter Mut“ spielt er sich selbst.
Carrot Top ist in zahlreichen abendlichen Talkshows aufgetreten. Am 8. Februar 2010 war er Gast in der Jay Leno Show, bei der er von Leno und dem Gast Emma Roberts mit Kuchen beworfen wurde.
Er hatte auch einen Auftritt in der Comedy-Central-Sendung Tosh.0, bei der er eine Vollkörpermassage von Daniel Tosh, dem Moderator der Show, erhält.
In der achten Staffel der US-amerikanischen Version von The Masked Singer präsentierte Carrot Top das Hinweisvideo zur Identität des Kandidaten Pi-Rat (Jeff Dunham).

## Filmografie
- 1996: Pure Danger
- 1996: Hourglass
- 1998: Dennis the Menace Strikes Again
- 1998: Der Chaotenboss
- 2000: The Three Stooges N.Y.U.K.
- 2001: Scrubs – Die Anfänger (Fernsehserie)
- 2002: Chairman of the Board
- 2003: Pauly Shore is Dead
- 2005: Tugger: The Jeep 4x4 Who Wanted to Fly
- 2005: George Lopez
- 2005: The Aristocrats
- 2007: Smiley Face
- 2008: The Girls Next Door
- 2009: Hangover
- 2009: The Game (amerikanische TV-Serie)
- 2009: The Bad Girls Club – Folge 8
- 2009: Family Guy (Fernsehserie)
- 2010: Tosh.0
- 2010: Cash Cab (amerikanische Gameshow)
- 2011: CSI: Crime Scene Investigation (Fernsehserie)
- 2014: Swearnet
- 2016: Sharknado 4 (Sharknado 4 – The 4th Awakens)